# Geminos
Geminos dit Geminus de Rhodes, en grec ancien : Γεμῖνος, est un philosophe et astronome grec ayant vécu entre le Ier siècle av. J.-C. et le Ier siècle apr. J.-C.  et probablement dans la seconde moitié du premier siècle avant Jésus-Christ,. Il est l’auteur de Introduction aux Phénomènes, un traité d'astronomie,.

## Notice historique
On connaît très peu de choses sur ce mathématicien. On estime généralement que ce philosophe stoïcien étudia d'abord à Rhodes puis suivit l'enseignement de Posidonios. On lui attribue l'invention d'horloges astronomiques dont la machine d'Anticythère donne une idée. Il écrivit en outre des traités élémentaires de géométrie et d'astronomie, dont un Traité des climats sur la variation de longueur du jour avec la latitude du point d'observation.
Son traité, Isagogè (en grec ancien : Εἰσαγωγὴ, « Introduction »), qui est conservé, s'appuie sur les idées d'Hipparque. Cet ouvrage didactique offre un aperçu précieux sur les connaissances astronomiques de son époque. Destiné à un public de débutants, il comporte peu de détails techniques sauf sur les cycles lunisolaires dans l'étude desquels Geminos montre une grande maîtrise du calcul sur les fractions égyptiennes. Il fournit ainsi une présentation de la durée d'une année solaire de  365j 1/4 et une durée d'un mois lunaire sous la forme de  29 j 1/2 1/33. Il fournit pour les saisons les durées suivantes :
- L'hiver : 94 j 1/2
- Le printemps : 92 j 1/2
- L'été : 88 j 1/8
- L'automne : 90 j 1/8

Et surtout, il trouve 27 j 1/2 1/18 pour la révolution anomalistique de la lune. Geminos faisait une distinction entre mathématiques pures (arithmétique et propriétés des nombres) et mathématiques appliquées (arpentage, musique, optique, astronomie, mécanique et comptabilité).

## Œuvres
- Isagoge dans Geminus (trad. du grec ancien par Germaine Aujac), Introduction aux phénomènes, Belles Lettres, coll. « Universités de France », 1976 (ISBN 978-2-251-00128-9),

ainsi que de deux ouvrages perdus
- Théorie des mathématiques (connu par les citations de Proclus, d'Eutocius et d'Al-Nayrizi dans son commentaire sur les Éléments d'Euclide),
- Exégèse abrégée des Météorologies de Posidonios[7].
- GÉMINOS. Introduction aux Phénomènes. Texte établi et traduit par G. Aujac. CXXVII-462 p. Lexique. Cartes. Plans. Figures. 6 planches HT. (1975) 3e tirage 2021 (ISBN 978-2-251-00128-9).

## Hommages
Le cratère lunaire Geminus porte son nom.